# Araespor pictus
Araespor pictus é uma espécie de cerambicídeo da tribo Achrysonini, com distribuição restrita à Nova Caledônia.